# Kuroda Seiki

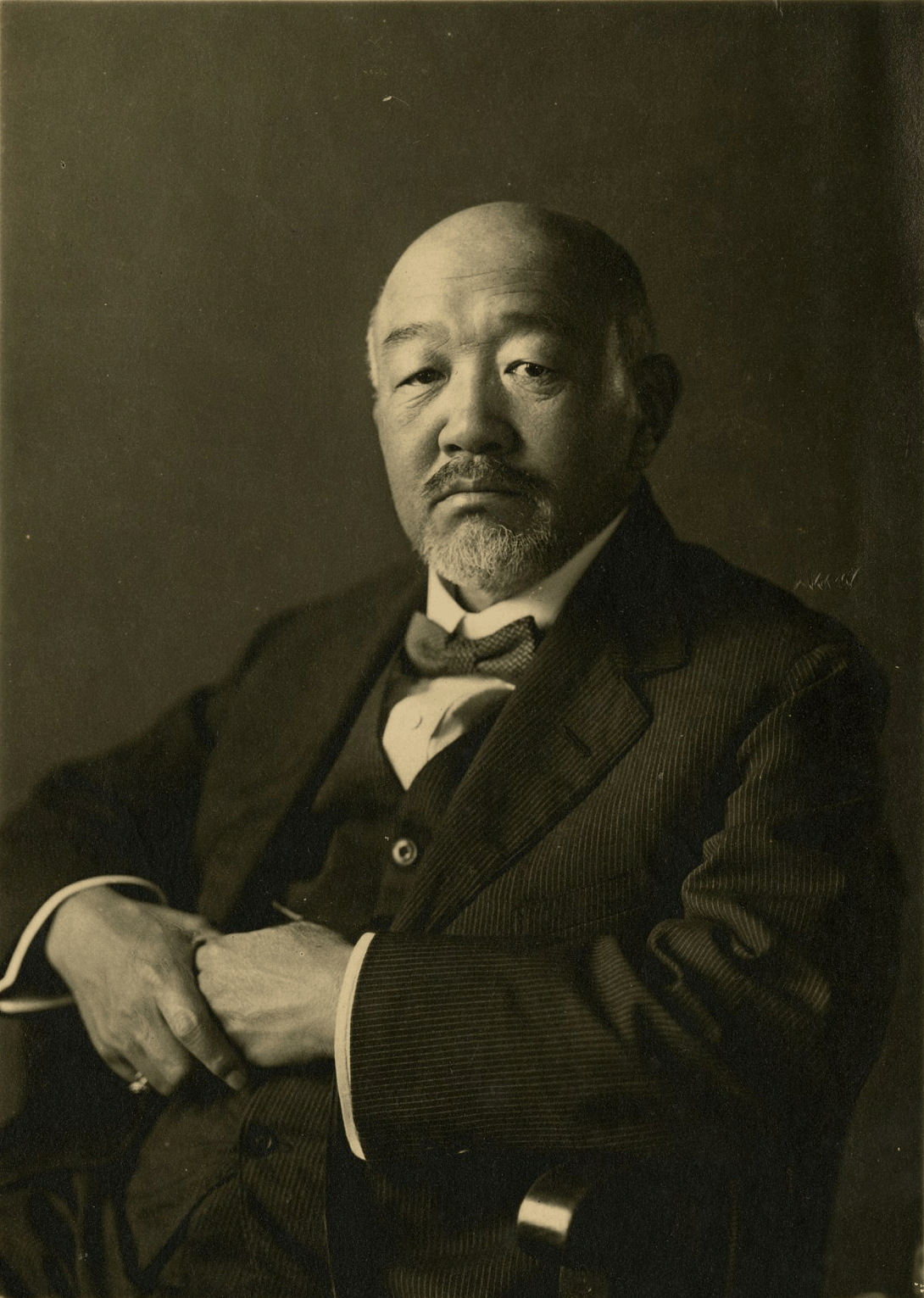
Kuroda Seiki

Kuroda Seiki (japanisch 黒田 清輝; geb. 9. August 1866 in Kagoshima; gest. 15. Juli 1924) war ein japanischer Maler des Yōga-Stils und Politiker.

## Leben
Kuroda wurde als Sohn eines Samurai in Kagoshima geboren, wuchs dann als Adoptivsohn bei seinem Onkel, Vizegraf Kuroda Kiyotsuna (1830–1917), in Tokio auf. Schon 1878 begann er unter Anleitung von Takahashi Yuichi mit Bleistiftzeichnungen und Aquarellen. Er lernte Englisch und besuchte auch die Fremdsprachenschule in Tokio. Von 1884 ging er nach Frankreich mit dem Ziel, Jura zu studieren. In Paris jedoch traf er auf Yamamoto Hōsui und andere japanische Maler und entschloss sich 1886 zur Malerei zu wechseln. Sein Lehrer wurde Raphaël Collin.

## Wirken
1893, nach neun Jahren zurück in Japan, entfaltete er eine weitgespannte Tätigkeit als Kunsterzieher. Zusammen mit Kume Keiichirō, den er aus Pariser Zeiten kannte, eröffnete er die Schule für Westliche Malerei Tenshin dōjō. Dort wurde eine Mischung von impressionistischer und Freilicht-Malerei gelehrt. 1896 gründete er neben der bereits bestehenden, westlich-orientierten Meiji bijutsu-kai gewissermaßen als Sezession die Hakuba-kai. Die Gesellschaft mit Kuroda an der Spitze setzte sich ein für eine Malerei des spontanen Eindrucks als Ablösung der bis dahin gelehrten akademischen Malerei. 1897 wurde er als Lehrer an der Tōkyō bijutsu gakkō (Vorläufer der heutigen Tōkyō Geijutsu Daigaku) berufen und 1898 zum Professor ernannt. 1909 wurde der als erster Maler der Yōga-Richtung als Teishitsu gikei-in gewählt. 1922 folgte er Mori Ōgai als zweiter Präsident der Akademie der schönen Künste.
Als sein Adoptivvater 1917 starb, wurde er Vizegraf. 1920 wurde er in das (adelige) Oberhaus des Parlaments gewählt.
Die Japanische Post hat Kuroda mit Briefmarken gewürdigt. Vor allem sein Gemälde Maiko wird als eine Ikone der Malerei der Meiji-Zeit verehrt. In der zum Nationalen Forschungsinstitut für Kulturgüter Tokio gehörenden Kuroda Memorial Hall (Tōkyō, Ueno-Park) werden Bilder und Nachlass gezeigt.

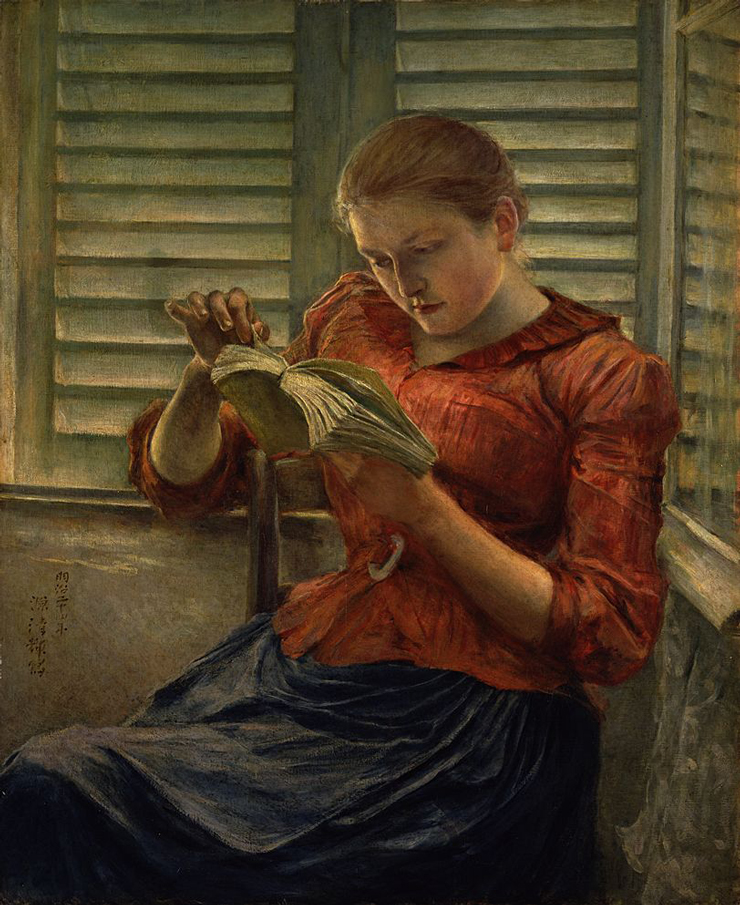
„Leserin“(1882)
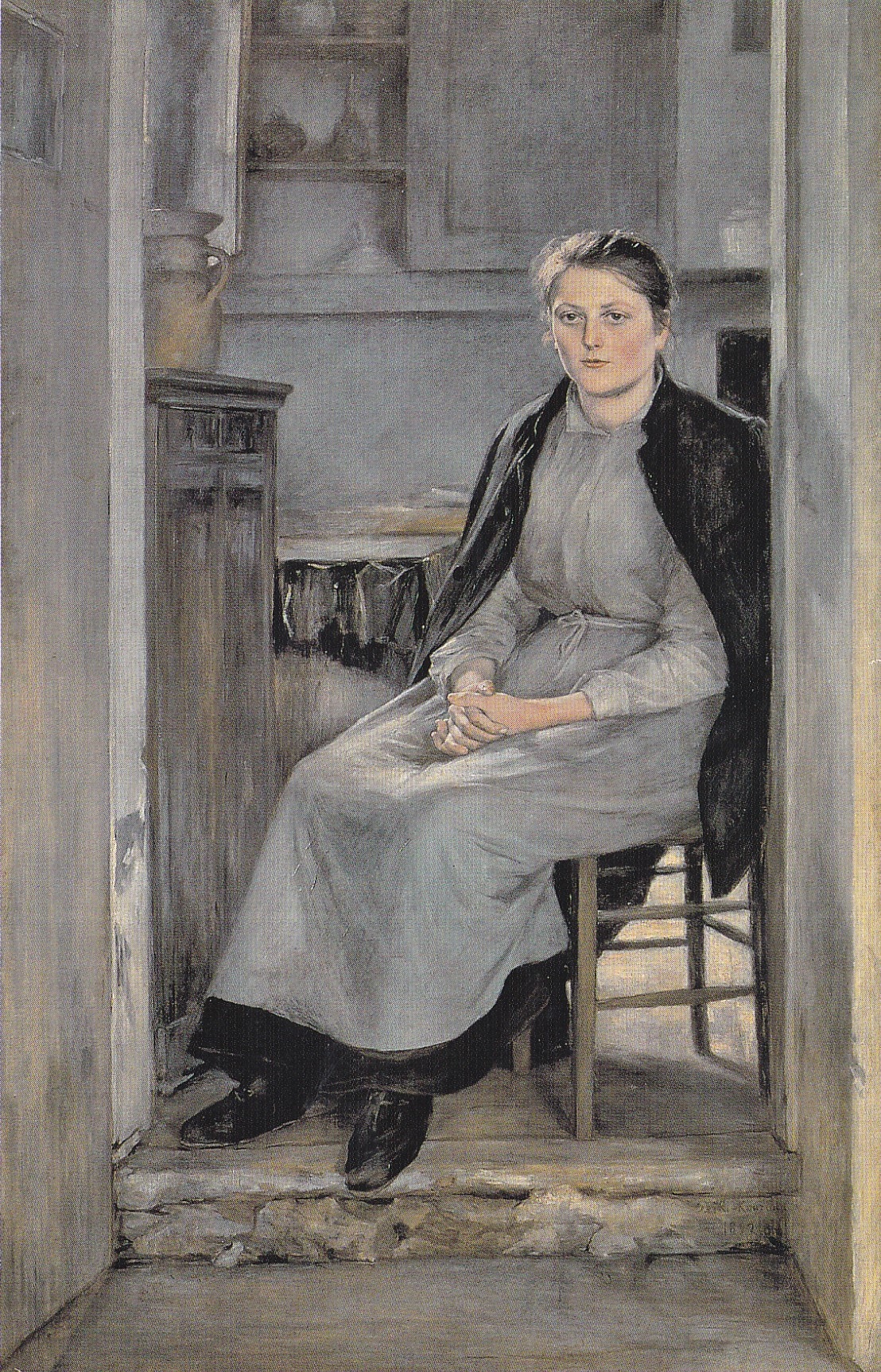
„In der Küche“ (1892)
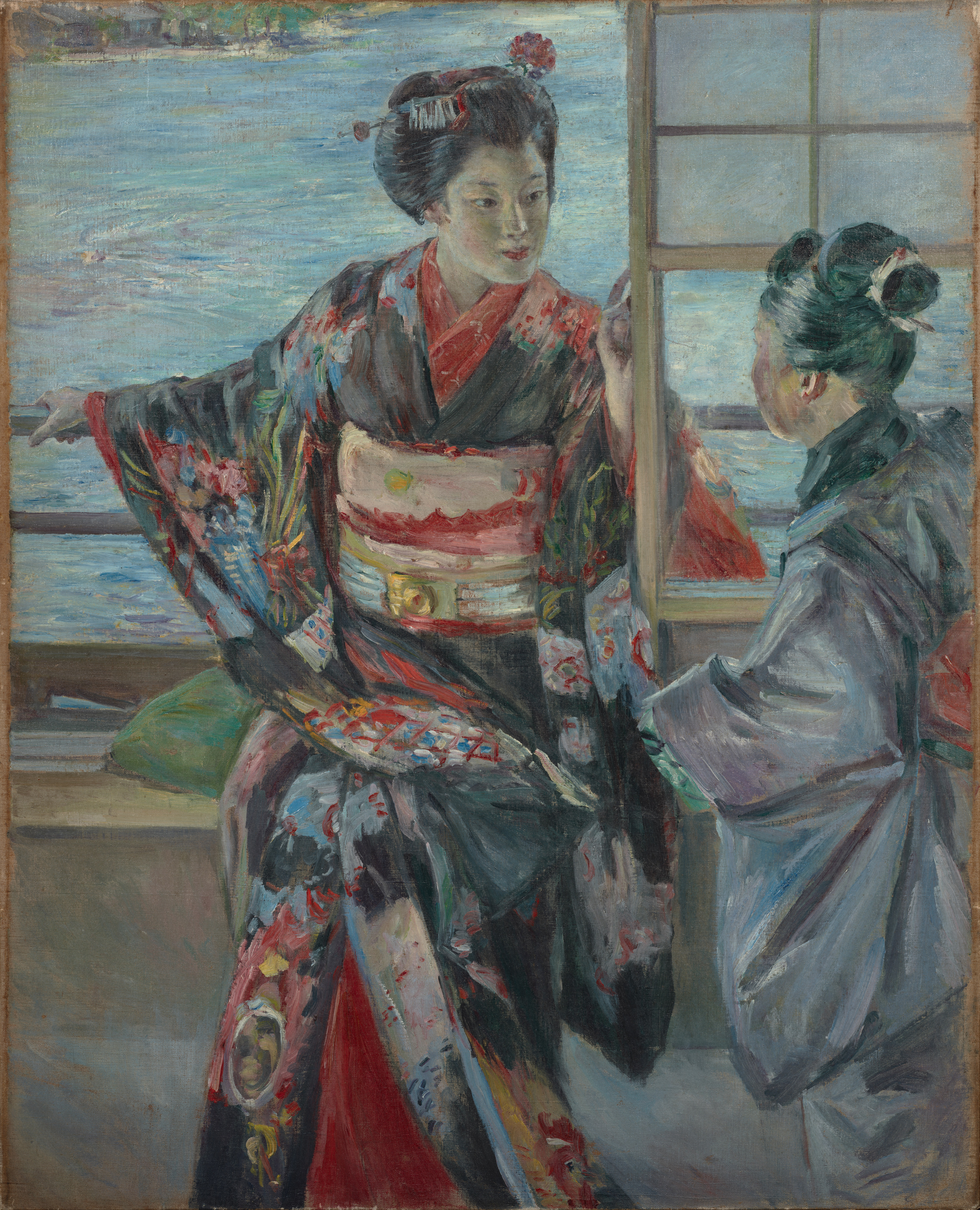
"Maiko"(1893)
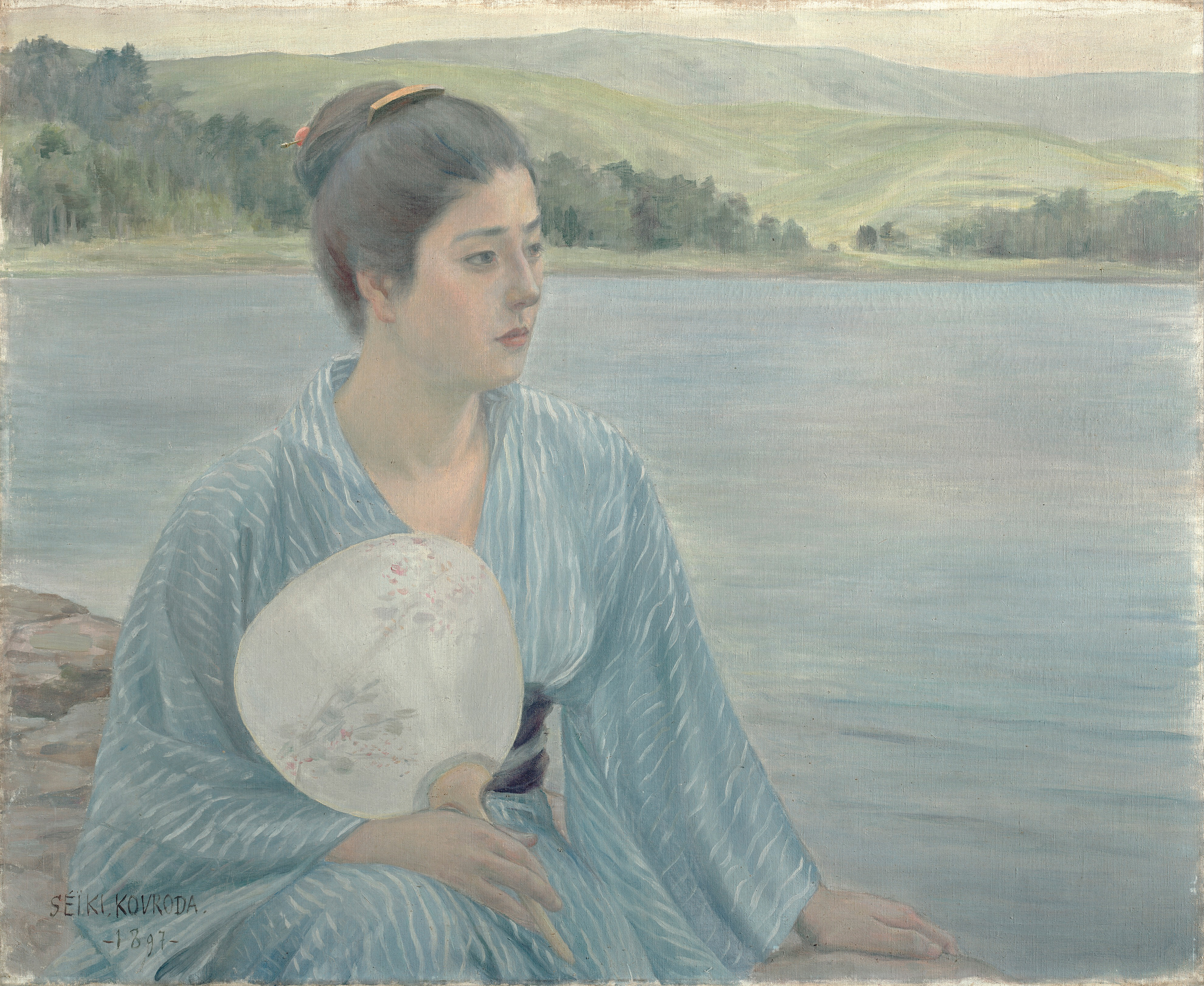
„Am Seeufer“ (1897)
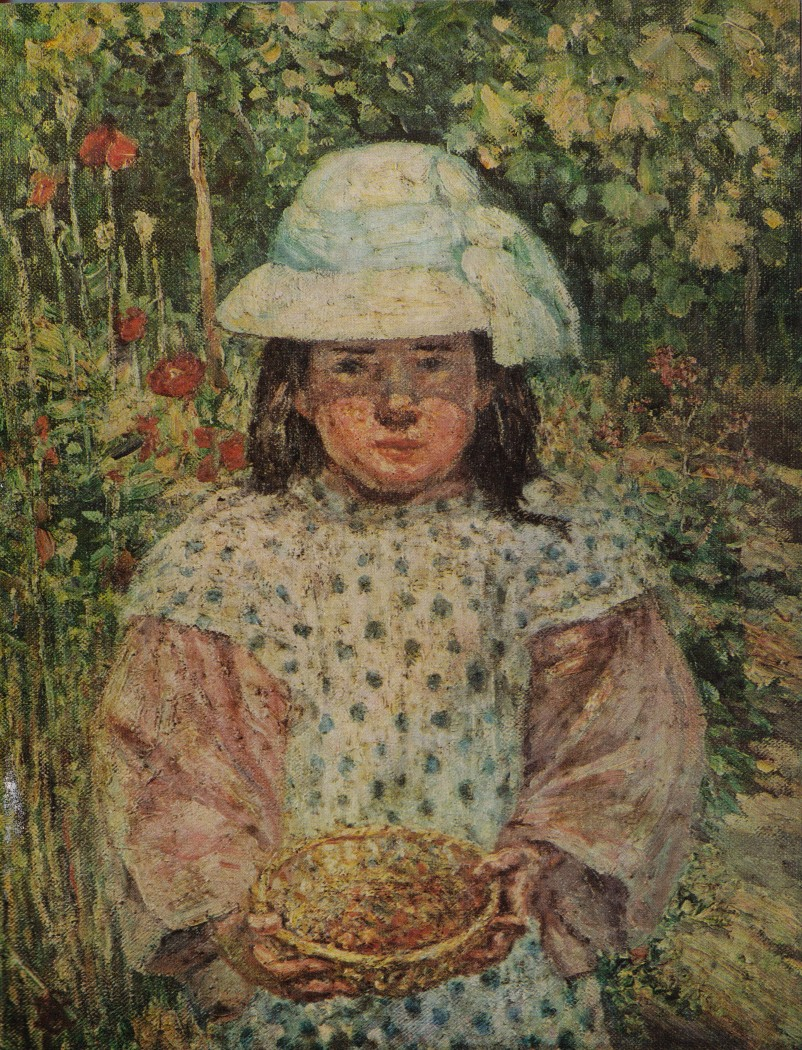
„Himbeeren“ (1912)